# Best of the Best: Mild and Wild
A Best of the Best: Mild and Wild Gackt japán énekes két válogatáslemeze, melyek 2013. július 3-án jelentek meg az Avex Trax kiadónál, és amelyeken két, eddig ki nem adott dal is szerepel, a Claymore és a Szakura, csiru.... Nyolcadik illetve kilencedik helyezettek voltak az Oricon slágerlistáján. A Billboard Japan Top Albums listáján a Mild 21., a Wild 23. volt, a Mild and Wild szett pedig 19.

## Számlista
Az összes dal szerzője Gackt C., kivéve #5 és #10 (Mild), valamint #4 és #13 (Wild); Fudzsibajasi Sóko (藤林 聖子) és Ryo közreműködésével. 
| 1.  | White Lovers (Siavasze na toki)                                                                     |  |
| 2.  | Dispar                                                                                              |  |
| 3.  | Ghost                                                                                               |  |
| 4.  | Emu: for my dear (újrafelvétel)                                                                     |  |
| 5.  | Journey Through the Decade                                                                          |  |
| 6.  | Hakuro                                                                                              |  |
| 7.  | Last Song: Unplugged (újrafelvétel)                                                                 |  |
| 8.  | Vanilla (újrafelvétel)                                                                              |  |
| 9.  | Koakuma Heaven                                                                                      |  |
| 10. | Graffiti                                                                                            |  |
| 11. | Kimi no tame ni dekiru koto (újrafelvétel)                                                          |  |
| 12. | Missing: Egao vo miszete (Missing～笑顔を見せて～; Hepburn: Missing: Egao Wo Misete) (újrafelvétel) |  |
| 13. | Szakura, csiru (サクラ、散ル; Hepburn: Sakura, Chiru...)                                            |  |

| 1.  | Doomsday (újrafelvétel)                                            |  |
| 2.  | Death Wish (újrafelvétel)                                          |  |
| 3.  | Redemption                                                         |  |
| 4.  | Until the Last Day                                                 |  |
| 5.  | Claymore                                                           |  |
| 6.  | Flower                                                             |  |
| 7.  | Sayonara                                                           |  |
| 8.  | Black Stone (újrafelvétel)                                         |  |
| 9.  | Another World (újrafelvétel)                                       |  |
| 10. | Ever                                                               |  |
| 11. | Dzsónecu no Inazuma (情熱のイナズマ; Hepburn: Jounetsu no Inazuma) |  |
| 12. | Jesus                                                              |  |
| 13. | Stay the Ride Alive                                                |  |